# N首爾塔
N首爾塔（韓語：엔 서울타워，俗稱首爾塔、南山塔）位於韓國首爾特別市龍山區的南山，高236.7米，建於1975年，是集旅游观光和电视发射为一体的地标建筑，鄰近南山纜車站。
2005年首爾塔耗資15億韓圓進行7個月的改裝工程，於2005年12月9日重新開幕，並易名為N首爾塔。塔上燈光將按季節與主題而變動。塔上設有旋轉餐廳、咖啡室及展望台，可以鸟瞰整个首爾。此處亦是韓劇的熱門拍攝景點，當中包括《來自星星的你》、《閣樓王世子》、《女神降臨》等劇。

## 历史
汉城塔始建于1969年12月，斥资近15亿韩圆于1971年建成。最初被用于电视发射塔。1972年的4月和8月韩国文化广播公司和韩国放送公社分别开始通过该塔发送电视信号。1975年7月，汉城塔的展望台竣工。1980年10月汉城塔正式对公众开放。
汉城塔至对公众开放以来，已经发展成为一处著名景点和地标。1990年5月，汉城塔的游客人数达到1000万人。1991年11月，SBS成为第三家通过汉城塔发送电视信号的电视台。2000年4月，韩联社新闻台收购了汉城塔并进行了翻修。2001年4月，汉城塔的游客人数达到2000万人。
2005年汉城的中文名称正式更改为“首尔”，汉城塔随之更改。2005年4月首尔塔与韩国CJ希杰集团进行和合并。合并后首尔塔进行了重新的设计与装修，正式更名为目前的“N首尔塔”。英文字母N在这里即代表了南山（남산，Namsan），又代表了英语New（新）的意思。

## 景点

通往N首尔塔的南山缆车

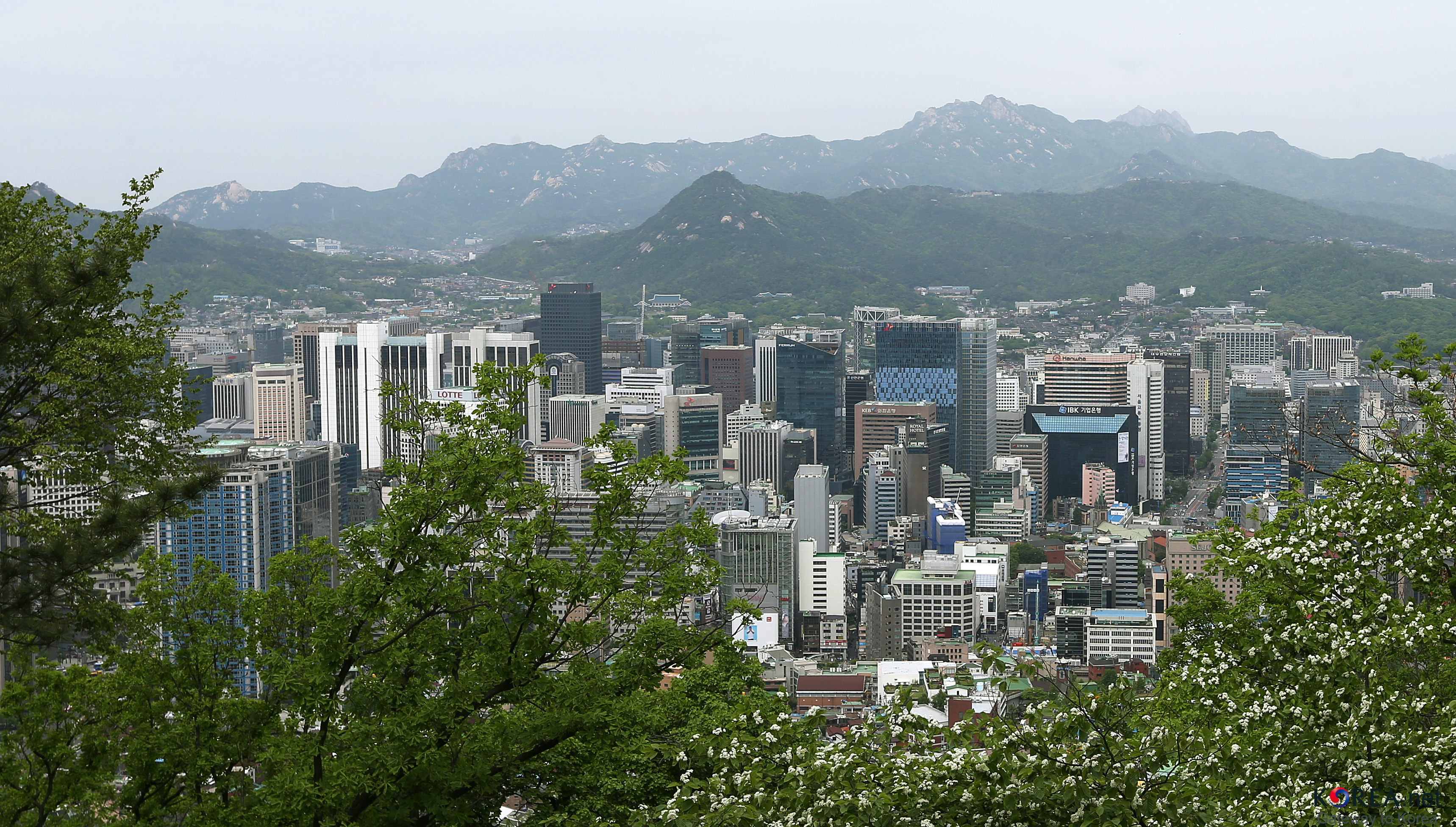
从N首尔塔鸟瞰首尔市区

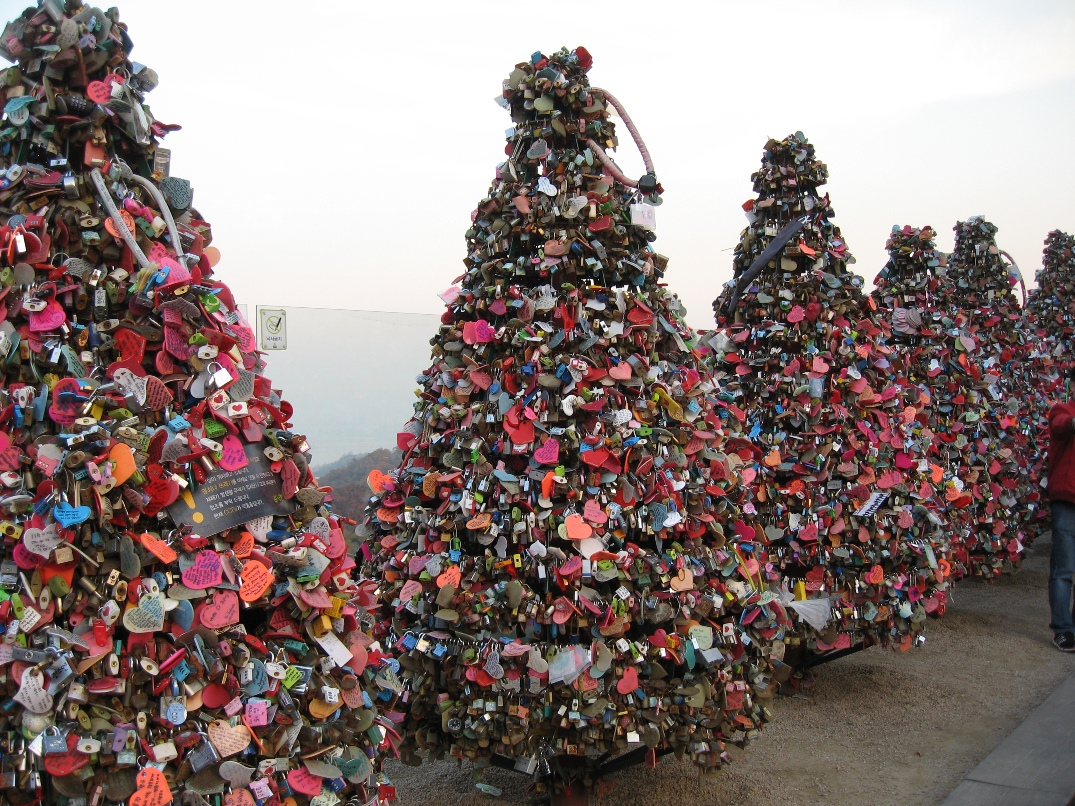
N首尔塔上的同心锁

N首尔塔位于韩国首尔景色优美的南山山顶，是首尔和韩国象征性的地标。首尔塔附近有南山公园和南山谷韓屋村等其它旅游景点。一般游客去N首尔塔都是乘坐南山缆车。
梦幻般的夜景灯光是N首尔塔的亮点。用于灯光照明的投资高达15亿韩圆。塔上安装了70多套可以随风舞动的“芦苇灯”，另外如果放入100元韩币，淋浴喷头就会有光喷薄而出，形如沐浴。N首尔塔的灯光利用最新LED技术设计，不同的季节和每个不同的活动照射塔外观的色彩和曲线都会不同。每天晚7时至12时整点N首尔塔还会呈现建国大学郑教授设计的“首尔之花”灯光作品，从各个角度向天空发光在首尔的夜空中演绎盛开的花朵。
N首尔塔的观景台是眺望汉江和欣赏首尔夜景的好地方。站在观景台上首尔全景尽收眼底。另外N首尔塔的观景台是个数字化观景台装有32部LCD屏。游客在这里还可以了解首尔的悠久历史。
位于N首尔塔PLAZA第二层的的屋顶露台是欣赏首尔美景的惬意地方。这里铺着巨大木地板充满着异国情调。许多恋人们在此约会。恋人们在栏杆上挂满的同心锁，也成了N首尔塔的一道美丽的风景。
在N首尔塔下还有一家泰迪熊博物馆。博物馆由“历史馆”和“特别馆”构成，通过各种泰迪熊玩具展示首尔的过去、现在和未来。可爱的泰迪熊扮成成为韩国古代的君王，为游客展现一个美丽可爱的古代首尔。清溪川、明洞、仁寺洞、东大门等现今首尔的旅游景点也都被精巧细致的描绘出来。游客在此可以一眼看遍首尔。

## 廣播訊號設備配置
下列為各廣播業者（含電視台、電台）在N首爾塔之訊號設備配置。

### 超高畫質電視
| 頻道編碼 | 頻道名稱   | 呼號       | 電視台       | 天線功率 | 播送地區   |
| -------- | ---------- | ---------- | ------------ | -------- | ---------- |
| 7        | KBS 2TV    | HLSA-UHDTV | 韓國放送公社 | 5 kW     | 韩国首都圈 |
| 9-1      | KBS 1TV    | HLKA-UHDTV | 韓國放送公社 | 5 kW     | 韩国首都圈 |
| 9-2      | KBS NEWS D | HLKA-UHDTV | 韓國放送公社 | 5 kW     | 韩国首都圈 |

### 數位電視廣播
| 頻道編碼 | 頻道名稱 | 呼號     | 電視台       | 天線功率 | 播送地區   |
| -------- | -------- | -------- | ------------ | -------- | ---------- |
| 6        | SBS TV   | HLSQ-DTV | SBS          | 5 kW     | 韩国首都圈 |
| 7        | KBS 2TV  | HLSA-DTV | 韓國放送公社 | 5 kW     | 韩国首都圈 |
| 9        | KBS 1TV  | HLKA-DTV | 韓國放送公社 | 5 kW     | 韩国首都圈 |
| 10-1     | EBS 1TV  | HLQL-DTV | EBS          | 5 kW     | 韩国首都圈 |
| 10-2     | EBS 2TV  | HLQL-DTV | EBS          | 5 kW     | 韩国首都圈 |
| 11       | MBC TV   | HLKV-DTV | 文化廣播     | 5 kW     | 韩国首都圈 |

### 廣播電台
| 頻率      | 台名          | 呼號    | 天線功率 | 播送區域   |
| --------- | ------------- | ------- | -------- | ---------- |
| 96.7 MHz  | 國防FM（KFN） | HLSF-FM | 2 kW     | 韩国首都圈 |
| 99.1 MHz  | 國樂廣播      | HLQA-FM | 5 kW     | 韩国首都圈 |
| 101.3 MHz | 交通廣播 eFM  | HLSW-FM | 1 kW     | 韩国首都圈 |

## 開放時間
- 韓國時間(UTC+9)星期一至五、星期日：上午10時至下午11時
- 星期六：上午10時至凌晨12時
- 聖誕節、12月30~31日、1月1日延長至凌晨2時。

## 費用
景觀電梯使用費：
- 3至12歲及65歲以上：9,000 韓圓
- 一般遊客：11,000 韓圓

## 外部連結
- N首爾塔網頁（页面存档备份，存于）
- 首尔市政府门户网站 N首尔塔泰迪熊博物馆
- 首爾塔詳細介紹，內含登塔方式詳細介紹以及預訂（页面存档备份，存于）
- [大韩新闻 第1304号 首尔塔公开（南山）]. KTV 대한늬우스. YouTube. 2016-12-08 [1980-02-18]  [2021-05-08]. （原始内容存档于2020-11-16） （韩语）.

37°33′06″N 126°59′17″E / 37.55167°N 126.98806°E